# Giải vô địch bóng đá bãi biển thế giới 2008
Giải vô địch bóng đá bãi biển thế giới 2008 là giải đấu lần thứ 4 của Giải vô địch bóng đá bãi biển thế giới do FIFA quản lý. Nhìn chung, đây là giải đấu lần thứ 14 kể từ khi phiên bản giải đấu của BSWW tổ chức từ năm 1995 đến năm 2004. Được tổ chức tại Bãi biển Prado, Marseille, Pháp từ ngày 17 đến ngày 27 tháng 7 năm 2008. Đây là lần đầu tiên giải đấu diễn ra bên ngoài Brasil.
Brasil đã giành chức vô địch lần thứ 3 liên tiếp và là danh hiệu vô địch thế giới thứ 12 nói chung.

## Vòng loại

### Châu Phi
Vòng loại để xác định hai đội châu Phi sẽ tham dự giải vô địch thế giới đã diễn ra tại Durban, Nam Phi trong năm thứ ba liên tiếp từ ngày 25 tháng 3 đến ngày 30 tháng 3. Tám đội đã tham gia giải đấu, tất cả đều tham dự giải vô địch năm 2007. Cuối cùng, Senegal giành chức vô địch lần đầu tiên và giành quyền tham dự giải vô địch thế giới lần thứ hai liên tiếp và Cameroon giành vị trí á quân, cũng giành quyền tham dự lần thứ hai.

### Châu Á
Vòng loại châu Á diễn ra tại Dubai, Các Tiểu vương quốc Ả Rập Thống nhất lần thứ ba từ ngày 6 tháng 5 đến ngày 10 tháng 5. Đội chủ nhà Các Tiểu vương quốc Ả Rập Thống nhất đã giành quyền tham dự lần thứ hai sau khi đánh bại Nhật Bản trong trận chung kết giải vô địch với tỷ số 4-3, trong năm thứ hai liên tiếp. Iran đã đánh bại Trung Quốc trong trận tranh hạng ba để giành suất thứ ba tại giải vô địch thế giới năm thứ ba liên tiếp.

### Châu Âu
Lần đầu tiên kể từ khi vòng loại Giải vô địch bóng đá bãi biển thế giới bắt đầu vào năm 2006, do các quốc gia châu Âu rất quan tâm đến bóng đá bãi biển, UEFA đã tổ chức một giải đấu dành riêng cho vòng loại giải vô địch thế giới tại Benidorm, Tây Ban Nha, từ ngày 11 tháng 5 đến ngày 18 tháng 5, thay vì cho phép các quốc gia châu Âu giành quyền tham dự giải vô địch thế giới thông qua Giải vô địch bóng đá bãi biển châu Âu. Đội chủ nhà Tây Ban Nha đã giành chức vô địch, trong khi đội láng giềng Bồ Đào Nha giành á quân. Nga đã đánh bại Ý trong trận tranh hạng ba, nhưng bất kể kết quả thế nào, cả hai đội đều giành quyền tham dự giải vô địch thế giới, cùng với các đội vào chung kết.

### Bắc, Trung Mỹ và Caribe
Vòng loại khu vực Nam Mỹ diễn ra từ ngày 23 tháng 4 đến ngày 27 tháng 4, tại thủ đô Buenos Aires của Argentina. Brazil và chủ nhà Argentina là Argentina là hai đội vào chung kết, nghĩa là cả hai đều đủ điều kiện tham dự World Cup. Brazil đã đánh bại Argentina trong trận chung kết để giành chức vô địch. Uruguay và Venezuela đã bị loại ở bán kết và phải thi đấu với nhau trong trận tranh giải ba. Uruguay đã đánh bại Venezuela để giành suất thứ ba tại World Cup.
Vòng loại khu vực Bắc, Trung Mỹ và Caribe diễn ra từ ngày 17 tháng 4 đến ngày 19 tháng 4 tại Puerto Vallarta, México. México và El Salvador là hai đội vào chung kết, nghĩa là cả hai đều giành quyền tham dự giải vô địch thế giới; México lần thứ hai và El Salvador lần đầu tiên. México đã đánh bại El Salvador trong trận chung kết để giành chức vô địch đầu tiên.

### Nam Mỹ
Vòng loại khu vực Nam Mỹ diễn ra từ ngày 23 tháng 4 đến ngày 27 tháng 4, tại thủ đô Buenos Aires của Argentina. Brasil và đội chủ nhà Argentina là hai đội vào chung kết, nghĩa là cả hai đều giành quyền tham dự giải vô địch thế giới. Brasil đã đánh bại Argentina trong trận chung kết để giành chức vô địch. Uruguay và Venezuela đã bị loại ở bán kết và phải thi đấu với nhau trong trận tranh hạng ba. Uruguay đã đánh bại Venezuela để giành suất thứ ba tại giải vô địch thế giới.

### Châu Đại Dương
Lần đầu tiên và duy nhất cho đến nay, không có vòng loại nào của châu Đại Dương được tổ chức. Liên đoàn bóng đá châu Đại Dương đã đề cử Quần đảo Solomon làm đại diện tại giải vô địch thế giới, dựa trên kết quả của đội trong hai năm qua, cho thấy Quần đảo Solomon là đội mạnh nhất trong khu vực.

### Chủ nhà
Pháp tự động giành quyền tham dự với tư cách là chủ nhà.

## Đội tuyển
Dưới đây là các đội tuyển giành quyền tham dự giải vô địch thế giới:
| Khu vực châu Á: - Iran - Nhật Bản - UAE Khu vực châu Phi: - Cameroon - Sénégal Khu vực châu Âu: - Pháp (chủ nhà) - Ý - Bồ Đào Nha - Nga - Tây Ban Nha | Khu vực Bắc, Trung Mỹ và Caribe: - El Salvador (tham dự lần đầu) - México Khu vực châu Đại Dương: - Quần đảo Solomon Khu vực Nam Mỹ: - Argentina - Brasil - Uruguay |

## Địa điểm
Một sân vận động trên Bãi biển Prado ở phía nam Marseille được gọi là Sân vận động Prado. Sân vận động này đã tổ chức tất cả 32 trận đấu.
| Sân vận động Prado               |
| 43°15′B 5°22′Đ / 43,25°B 5,367°Đ |
| Sức chứa: 7,000                  |
|                                  |

## Vòng bảng
16 đội tham dự vòng chung kết tại Pháp được chia thành 4 bảng, mỗi bảng 4 đội. Mỗi đội đấu với 3 đội khác trong bảng của mình theo thể thức vòng tròn, với hai đội đứng đầu sẽ tiến vào vòng tứ kết. Các trận tứ kết, bán kết và trận chung kết được tổ chức theo thể thức đấu loại trực tiếp.
Tất cả các trận đấu diễn ra theo giờ địa phương (UTC+1).

### Bảng A
| Đội     | ST | T | T+ | B | BT | BB | HS | Đ |
| ------- | -- | - | -- | - | -- | -- | -- | - |
| Pháp    | 3  | 1 | 1  | 1 | 15 | 14 | +1 | 5 |
| Uruguay | 3  | 1 | 1  | 1 | 17 | 12 | +5 | 5 |
| Sénégal | 3  | 1 | 1  | 1 | 16 | 14 | +2 | 5 |
| Iran    | 3  | 0 | 0  | 3 | 8  | 16 | –8 | 0 |

- Chú thích: Pháp, Uruguay và Senegal đã thì đấu hiệp phụ/loạt sút luân lưu và do đó các trận đấu của họ với Iran đã bị loại bỏ và các đội được xếp hạng theo hiệu số bàn thắng thua trong các trận đấu với nhau. Mặc dù Pháp có hiệu số bàn thắng thua chung cuộc tệ nhất, họ có hiệu số bàn thắng thua tốt nhất trong số ba đội thi đấu hiệp phụ/loạt sút luân lưu và do đó đã giành được vị trí đầu tiên. Uruguay, với số bàn thắng ghi được và để thủng lưới bằng nhau, trước Pháp và Senegal đứng thứ hai, và Senegal đứng thứ ba với hiệu số bàn thắng bại âm là -1.

| Uruguay                                                     | 6–1      | Iran        |
| ----------------------------------------------------------- | -------- | ----------- |
| Ricar 2', 7', 21' · Martinez 5' · Parrillo 27' · Fabian 30' | Chi tiết | 19' Davoudi |

| Pháp                                                       | 5–5 (s.h.p.) (1–2 Pens) | Sénégal                                                |
| ---------------------------------------------------------- | ----------------------- | ------------------------------------------------------ |
| Samoun 15', 35' · Basquaise 20' · François 27' · Pérez 32' | Chi tiết                | 1', 31' Koukpaki · 11' Mbengue · 12' Dieng · 16' Sylla |
| Loạt sút luân lưu                                          |                         |                                                        |
| Basquaise · François                                       | 1–2                     | Mbengue · Ndour                                        |

| Sénégal                                                           | 7–8 (s.h.p.) | Uruguay                                                                                |
| ----------------------------------------------------------------- | ------------ | -------------------------------------------------------------------------------------- |
| Koukpaki 14', 15', 26', 38' · Sarr 19' · Mbengue 29' · Diagne 30' | Chi tiết     | 3', 28' Martin · 11' Parrillo · 22' Miguel · 26' Ricar · 35', 37' Matias · 37' Pampero |

| Iran                                                            | 6–6 (s.h.p.) (1–2 Pens) | Pháp                                                         |
| --------------------------------------------------------------- | ----------------------- | ------------------------------------------------------------ |
| Naderi 6', 36' · Abdollahi 18' · Mesigar 22', 24' · Davoudi 31' | Chi tiết                | 9' (l.n.) Rahimi · 10', 11', 13', 37' Basquaise · 13' Ottavy |
| Loạt sút luân lưu                                               |                         |                                                              |
| Dara · Davoudi                                                  | 1–2                     | François · Pérez                                             |

| Sénégal                                     | 4–1      | Iran       |
| ------------------------------------------- | -------- | ---------- |
| Mbengue 8' · Koukpaki 18', 33' · Diagne 23' | Chi tiết | 25' Naderi |

| Pháp                                | 4–3      | Uruguay                            |
| ----------------------------------- | -------- | ---------------------------------- |
| Samoun 8', 10' · Basquaise 19', 27' | Chi tiết | 26' Ricar · 33' Parrillo · 35' Oli |

### Bảng B
| Đội              | ST | T | T+ | B | BT | BB | HS  | Đ |
| ---------------- | -- | - | -- | - | -- | -- | --- | - |
| Bồ Đào Nha       | 3  | 2 | 1  | 0 | 26 | 10 | +16 | 8 |
| Ý                | 3  | 2 | 0  | 1 | 15 | 10 | +5  | 6 |
| Quần đảo Solomon | 3  | 1 | 0  | 2 | 14 | 23 | –9  | 3 |
| El Salvador      | 3  | 0 | 0  | 3 | 6  | 18 | –12 | 0 |

| Ý                                                                                       | 7–4      | Quần đảo Solomon                    |
| --------------------------------------------------------------------------------------- | -------- | ----------------------------------- |
| Palmacci 1' · Feudi 2' · Corosiniti 7', 24' · Soria 11' · Pasquali 16' · Condorelli 16' | Chi tiết | 2' Naka · 14', 16' Hosea · 23' Muri |

| Bồ Đào Nha                                                                           | 8–2      | El Salvador         |
| ------------------------------------------------------------------------------------ | -------- | ------------------- |
| Alan 1' · Madjer 13', 17' · Hernani 14' · Sousa 15' · Torres 21' · Belchior 32', 35' | Chi tiết | 6' Ruiz · 6' Blanco |

| Quần đảo Solomon             | 4–13     | Bồ Đào Nha                                                                                         |
| ---------------------------- | -------- | -------------------------------------------------------------------------------------------------- |
| Naka 13', 16', 27' · Nee 31' | Chi tiết | 2', 15', 16', 17', 24' Madjer · 4', 4', 16', 29' Alan · 4' (l.n.) Omokirio · 7', 23', 33' Belchior |

| El Salvador   | 1–4      | Ý                                           |
| ------------- | -------- | ------------------------------------------- |
| Hernández 26' | Chi tiết | 5' Pasquali · 17', 20' Palmacci · 24' Feudi |

| Bồ Đào Nha                                  | 5–4 (s.h.p.) | Ý                                                               |
| ------------------------------------------- | ------------ | --------------------------------------------------------------- |
| Belchior 6', 9', 38' · Alan 8' · Madjer 32' | Chi tiết     | 18' Esposito · 22' Diego Maradona Jr · 24' Soria · 28' Platania |

| El Salvador                            | 3–6      | Quần đảo Solomon                      |
| -------------------------------------- | -------- | ------------------------------------- |
| Ruiz 13' · Ramírez 24' · Hernández 28' | Chi tiết | 5', 13', 16', 23' Naka · 28', 35' Omo |

### Bảng C
| Đội       | ST | T | T+ | B | BT | BB | HS  | Đ |
| --------- | -- | - | -- | - | -- | -- | --- | - |
| Argentina | 3  | 3 | 0  | 0 | 13 | 5  | +8  | 9 |
| Nga       | 3  | 2 | 0  | 1 | 12 | 5  | +7  | 6 |
| UAE       | 3  | 1 | 0  | 2 | 12 | 14 | –2  | 3 |
| Cameroon  | 3  | 0 | 0  | 3 | 4  | 17 | –13 | 0 |

| Nga                                   | 3–5      | Argentina                                            |
| ------------------------------------- | -------- | ---------------------------------------------------- |
| Leonov 7' · Shaykov 26' · Shishin 27' | Chi tiết | 12' E.Hilaire · 16', 30', 35' F.Hilaire · 28' Minici |

| UAE | 10–4     | Cameroon                            |
| --- | -------- | ----------------------------------- |
| Alabadla 1', 17', 19' · Almazam 18' · Eyoum 19' (l.n.) · Al Mesaabi 27', 32' · K.Albalooshi 27' · Albloushi 28' · I.Albalooshi 28' | Chi tiết | 1' Yombi · 8', 18' Etame · 20' Yopa |

| Argentina                                               | 5–2      | UAE                               |
| ------------------------------------------------------- | -------- | --------------------------------- |
| S.Hilaire 5' · Leguizamon 20', 33' · F.Hilaire 18', 29' | Chi tiết | 10' Al Mesaabi · 33' I.Albalooshi |

| Cameroon | 0–4      | Nga                                                         |
| -------- | -------- | ----------------------------------------------------------- |
|          | Chi tiết | 8' (l.n.) Yombi · 11' Khmara · 20' Makarov · 35' Shakmelyan |

| UAE | 0–5      | Nga                                                          |
| --- | -------- | ------------------------------------------------------------ |
|     | Chi tiết | 6' Makarov · 6', 26' Shaykov · 23' Shishin · 27' Gorchinskiy |

| Cameroon | 0–3      | Argentina          |
| -------- | -------- | ------------------ |
|          | Chi tiết | 1', 2', 34' Minici |

### Bảng D
| Đội         | ST | T | T+ | B | BT | BB | HS  | Đ |
| ----------- | -- | - | -- | - | -- | -- | --- | - |
| Brasil      | 3  | 3 | 0  | 0 | 18 | 4  | +14 | 9 |
| Tây Ban Nha | 3  | 2 | 0  | 1 | 10 | 5  | +5  | 6 |
| México      | 3  | 1 | 0  | 2 | 6  | 12 | –6  | 3 |
| Nhật Bản    | 3  | 0 | 0  | 3 | 5  | 18 | –13 | 0 |

| México                                         | 4–3      | Nhật Bản                            |
| ---------------------------------------------- | -------- | ----------------------------------- |
| Santoyo 24' · Villalobos 24', 30' · Flores 28' | Chi tiết | 1' Yoshii · 24' Tabata · 26' Uehara |

| Brasil                   | 3–2      | Tây Ban Nha     |
| ------------------------ | -------- | --------------- |
| Buru 1', 30' · Bruno 21' | Chi tiết | 1', 5' Amarelle |

| Tây Ban Nha                | 2–1      | México    |
| -------------------------- | -------- | --------- |
| Amarelle 14' · Antonio 25' | Chi tiết | 3' Flores |

| Nhật Bản   | 1–8      | Brasil |
| ---------- | -------- | --- |
| Makino 23' | Chi tiết | 4', 17' Júnior Negrão · 12' Buru · 15' Betinho · 16' Benjamin · 23' Bruno · 31' Daniel · 34' (l.n.) Yoshii |

| Tây Ban Nha                                                    | 6–1      | Nhật Bản   |
| -------------------------------------------------------------- | -------- | ---------- |
| Amarelle 15', 19', 26' · C.Torres 15' · Nico 20' · Alvarez 33' | Chi tiết | 16' Uehara |

| Brasil                                                                 | 7–1      | México       |
| ---------------------------------------------------------------------- | -------- | ------------ |
| Benjamin 1', 19', 33' · Andre 7' · Bruno 23' · Bueno 29' · Betinho 32' | Chi tiết | 20' Alvarado |

## Vòng đấu loại trực tiếp
|  | Tứ kết              | Tứ kết              |                     |       | Bán kết       | Bán kết       |  |  | Chung kết | Chung kết |
|  |                     |                     |                     |       |               |               |  |  |           |           |
|  | 24 tháng 7 năm 2008 |                     |                     |       |               |               |  |  |           |           |
|  |                     |                     |                     |       |               |               |  |  |           |           |
|  | Pháp                | 2                   |                     |       |               |               |  |  |           |           |
|  | Pháp                | 2                   | 26 tháng 7 năm 2008 |       |               |               |  |  |           |           |
|  | Ý                   | 5                   |                     |       |               |               |  |  |           |           |
|  | Ý                   | 5                   | Ý (pens)            | 4 (1) |               |               |  |  |           |           |
|  | 24 tháng 7 năm 2008 |                     | Ý (pens)            | 4 (1) |               |               |  |  |           |           |
|  |                     | Tây Ban Nha         | 4 (0)               |       |               |               |  |  |           |           |
|  | Argentina           | Tây Ban Nha         | 4 (0)               | 0     |               |               |  |  |           |           |
|  | Argentina           |                     | 27 tháng 7 năm 2008 | 0     |               |               |  |  |           |           |
|  | Tây Ban Nha         | 2                   |                     |       |               |               |  |  |           |           |
|  | Tây Ban Nha         | 2                   | Ý                   | 3     |               |               |  |  |           |           |
|  | 24 tháng 7 năm 2008 |                     | Ý                   | 3     |               |               |  |  |           |           |
|  |                     | Brasil              | 5                   |       |               |               |  |  |           |           |
|  | Bồ Đào Nha          | Brasil              | 5                   | 6     |               |               |  |  |           |           |
|  | Bồ Đào Nha          | 26 tháng 7 năm 2008 |                     | 6     |               |               |  |  |           |           |
|  | Uruguay             | 3                   |                     |       |               |               |  |  |           |           |
|  | Uruguay             | 3                   | Bồ Đào Nha          | 4     |               |               |  |  |           |           |
|  | 24 tháng 7 năm 2008 |                     | Bồ Đào Nha          | 4     |               |               |  |  |           |           |
|  |                     | Brasil              | 5                   |       | Tranh hạng ba | Tranh hạng ba |  |  |           |           |
|  | Brasil              | Brasil              | 5                   | 6     | Tranh hạng ba | Tranh hạng ba |  |  |           |           |
|  | Brasil              |                     | 27 tháng 7 năm 2008 | 6     |               |               |  |  |           |           |
|  | Nga                 | 4                   |                     |       |               |               |  |  |           |           |
|  | Nga                 | 4                   | Tây Ban Nha         | 4     |               |               |  |  |           |           |
|  |                     |                     |                     |       |               |               |  |  |           |           |
|  | Bồ Đào Nha          | 5                   |                     |       |               |               |  |  |           |           |
|  | Bồ Đào Nha          | 5                   |                     |       |               |               |  |  |           |           |

### Tứ kết
| Pháp                      | 2–5      | Ý                                                           |
| ------------------------- | -------- | ----------------------------------------------------------- |
| Samoun 22' · François 32' | Chi tiết | 1' Esposito · 1', 10' Feudi · 22' Condorelli · 22' Palmacci |

| Bồ Đào Nha                                                              | 6–3      | Uruguay                      |
| ----------------------------------------------------------------------- | -------- | ---------------------------- |
| Belchior 7', 29' · Sousa 10' · Madjer 14' · Bilro 25' · Coco 28' (l.n.) | Chi tiết | 14', 31' Fabian · 23' Martin |

| Argentina | 0–2      | Tây Ban Nha  |
| --------- | -------- | ------------ |
|           | Chi tiết | 1', 33' Nico |

| Brasil                                             | 6–4      | Nga                                       |
| -------------------------------------------------- | -------- | ----------------------------------------- |
| Buru 4', 10' · Daniel 18', 27', 29' · Benjamin 33' | Chi tiết | 3', 30' Shaykov · 4' Shishin · 17' Leonov |

### Bán kết
| Ý                                          | 4–4 (s.h.p.) (1–0 Pens) | Tây Ban Nha                                   |
| ------------------------------------------ | ----------------------- | --------------------------------------------- |
| Esposito 4' · Feudi 5' · Pasquali 24', 34' | Chi tiết                | 2', 34' Amarelle · 12' Alvarez · 23' J.Torres |
| Loạt sút luân lưu                          |                         |                                               |
| Esposito                                   | 1–0                     | Amarelle                                      |

| Bồ Đào Nha                                        | 4–5      | Brasil                                         |
| ------------------------------------------------- | -------- | ---------------------------------------------- |
| Madjer 12' · Belchior 16' · Torres 23' · Alan 25' | Chi tiết | 10', 24', 28' Andre · 16' Benjamin · 34' Bruno |

### Tranh hạng ba
| Tây Ban Nha                      | 4–5      | Bồ Đào Nha                                   |
| -------------------------------- | -------- | -------------------------------------------- |
| Amarelle 7', 23', 25' · Nico 34' | Chi tiết | 2', 25', 27' Madjer · 12' Bilro · 29' Torres |

### Chung kết
| Ý                                                   | 3–5      | Brasil                                      |
| --------------------------------------------------- | -------- | ------------------------------------------- |
| Palmacci 29' · Pasquali 33' · Diego Maradona Jr 34' | Chi tiết | 8', 14' Bruno · 21', 23' Sydney · 28' Andre |

## Vô địch
| Giải vô địch bóng đá bãi biển thế giới 2008              |
| -------------------------------------------------------- |
| · Brasil · Lần thứ 3 · Danh hiệu vô địch thế giới thứ 12 |

## Giải thưởng
| Quả bóng vàng        | Quả bóng vàng   | Quả bóng bạc   | Quả bóng bạc   | Quả bóng đồng   | Quả bóng đồng   |
| -------------------- | --------------- | -------------- | -------------- | --------------- | --------------- |
| Amarelle             | Amarelle        | Benjamin       | Benjamin       | Belchior        | Belchior        |
| Chiếc giày vàng      | Chiếc giày vàng | Chiếc giày bạc | Chiếc giày bạc | Chiếc giày đồng | Chiếc giày đồng |
| Madjer               | Madjer          | Amarelle       | Amarelle       | Belchior        | Belchior        |
| 13 bàn               | 13 bàn          | 11 bàn         | 11 bàn         | 10 bàn          | 10 bàn          |
| Găng tay vàng        |                 |                |                |                 |                 |
| Roberto Valerio      |                 |                |                |                 |                 |
| Giải phong cách FIFA |                 |                |                |                 |                 |
| Nga                  |                 |                |                |                 |                 |

## Cầu thủ ghi bàn
| 13 bàn - Madjer 11 bàn - Amarelle 10 bàn - Belchior 8 bàn - James Naka - Pape Koukpaki 7 bàn - Alan - Jeremy Basquaise 6 bàn - Benjamin - Bruno - Ricar 5 bàn - Buru - Paolo Palmacci - Didier Samoun - Egor Shaykov - Simone Feudi - Roberto Pasquali - Federico Hilaire - Andre | 4 bàn - Martin - Daniel - Facundo Minici - Nico 3 bàn - Gomis Mbengue - Dmitry Shishin - Fabian - Torres - Massimiliano Esposito - Ali Naderi - Bakhit Alabadla - Rami Al Mesaabi - Parrillo 2 bàn - Ilya Leonov - Betinho - Júnior Negrão - Agustin Ruiz - Christopher Flores - Javi Alvarez - Gibson Hosea - Joan Etame - Mehdi Davoudi | 2 bàn (tiếp) - Moslem Mesigar - Omo - Ricardo Villalobos - Tomoya Uehara - Victor Diagne - Ibrahim Albalooshi - Tomas Hernandez - Alexey Makarov - Cesar Leguizamon - Stéphane François - Beirao Sousa - Bilro - Diego Maradona Jr - Francesco Corosiniti - Giuseppe Condorelli - Sidney - Giuseppe Soria Bàn phản lưới nhà - Alireza Rahimi (trong trận gặp Pháp ) - Gideon Omokirio (trong trận gặp Bồ Đào Nha) - Ekwalla Eyoum (trong trận gặp Các Tiểu vương quốc Ả Rập Thống nhất ) - Aime Yombi (trong trận gặp Nga ) - Katsuhiro Yoshii (trong trận gặp Brasil ) - Coco (trong trận gặp Bồ Đào Nha ) 35 cầu thủ khác mỗi cầu thủ 1 bàn |

## Bảng xếp hạng giải đấu
| VT | Đội              |
| -- | ---------------- |
| 1  | Brasil           |
| 2  | Ý                |
| 3  | Bồ Đào Nha       |
| 4  | Tây Ban Nha      |
| 5  | Argentina        |
| 6  | Nga              |
| 7  | Uruguay          |
| 8  | Pháp             |
| 9  | Sénégal          |
| 10 | UAE              |
| 11 | México           |
| 12 | Quần đảo Solomon |
| 13 | Iran             |
| 14 | El Salvador      |
| 15 | Nhật Bản         |
| 16 | Cameroon         |